# Pieter Conradie
Pieter Conradie (* 20. Oktober 1994 in Pretoria) ist ein südafrikanischer Sprinter, der sich auf den 400-Meter-Lauf spezialisiert hat.

## Sportliche Laufbahn
Erste Erfahrungen bei internationalen Meisterschaften sammelte Pieter Conradie im Jahr 2011, als er bei den Jugendweltmeisterschaften nahe Lille mit 47,58 s im Halbfinale über 400 Meter ausschied und mit der südafrikanischen Sprintstaffel (1000 Meter) im Vorlauf disqualifiziert wurde. Anschließend belegte er bei den Commonwealth Youth Games in Douglas in 49,04 s den vierten Platz über 400 Meter. Im Jahr darauf schied er bei den Juniorenweltmeisterschaften in Barcelona mit 46,87 s im Semifinale über 400 Meter aus und verpasste mit der 4-mal-100-Meter-Staffel mit 39,87 s den Finaleinzug. Zudem wurde er mit der 4-mal-400-Meter-Staffel im Vorlauf disqualifiziert. 2013 gewann er bei der Sommer-Universiade in Kasan in 3:06,19 min die Silbermedaille mit der 4-mal-400-Meter-Staffel hinter dem kanadischen Team. Zudem begann er im selben Jahr ein Studium an der University of Texas at Austin in den Vereinigten Staaten. 2015 schied er bei den Studentenweltspielen in Gwangju mit 46,84 s im Semifinale über 400 Meter aus und wurde mit der Staffel im Finale disqualifiziert. Im Jahr darauf schied er bei den Afrikameisterschaften in Durban mit 46,94 s im Halbfinale im Einzelbewerb aus und 2017 schied er bei den Weltmeisterschaften in London mit 46,62 s in der ersten Runde aus. Im Jahr darauf kam er bei den Afrikameisterschaften in Asaba mit 48,34 s nicht über den Vorlauf hinaus und gewann mit der Staffel in 3:03,50 min gemeinsam mit Zakithi Nene, Cornel Fredericks und Thapelo Phora die Silbermedaille hinter dem kenianischen Team. Bei den IAAF World Relays 2019 in Yokohama gelangte er mit der 4-mal-400-Meter-Staffel mit 3:05,32 min auf Rang sechs.
In den Jahren 2017 und 2018 wurde Conradie südafrikanischer Meister im 400-Meter-Lauf sowie 2012 und 2013 in der 4-mal-400-Meter-Staffel.

## Persönliche Bestzeiten
- 400 Meter: 45,15 s, 22. April 2017 in Potchefstroom